# Zabar
Zabar község az észak-magyarországi régióban, Nógrád vármegye salgótarjáni járásában.
Településrészei: Külső- és Belső-Zabar, Bárkányitanya, Hegyesbükkpuszta, Kútágapuszta, Malomútpuszta, Szőlőalja.

## Fekvése
Nógrád vármegye északkeleti határán, a Medves-fennsík peremén, a Tarna folyó (itt még patak) völgyében fekszik, közel a szlovák határhoz, Salgótarjántól közúton 30, Ózdtól 24,5 km-re, a 2304-es, a 2305-ös és a 2306-os utak találkozásánál (határszélét délen érinti még a Szilaspogonyra vezető 23 111-es út is). Szomszédos települések: Cered (7,5 km), Istenmezeje (8 km), Domaháza (8 km). Nógrád vármegye legkeletibb pontja. A község természeti környezete, klímája jó lehetőséget nyújt erdei kirándulásokra, gombagyűjtésre. A Novohrad-Nógrád UNESCO Globális Geopark települése.

## Éghajlat
Zabar és környéke Magyarország egyik leghidegebb téli középhőmérsékletű területe. 2020. októberi adatok szerint az év 365 napjából 55-nél Zabar tartja a napi minimumhőmérsékleti rekordot. A település két részből áll: Külső- és Belső-Zabar; a hidegrekordok az utóbbira jellemzők, mivel dombok között, völgyben fekszik, míg Külső-Zabar nyíltabb területen helyezkedik el.

## Mezőgazdaság
Környéke, miként az egész Medves-vidék, a legutóbbi időkig híres volt extenzív állattartásáról.

## Története
Neve szláv eredetű, jelentése: „fenyves mögötti hely” (za-: valami mögött, valamin túl; bor: fenyő, fenyves erdő).
Régészeti leletek szerint a település környéke már a bronzkorban lakott volt.
A falut 1332-ben említik először: pápai tizedszedők dézsmajegyzékében szerepel, templomos helyként, Sobur névalakban. Okleveleinkben az első adata 1359-ből való, ekkor már Zabar néven, mint a Zabary és Bebek család birtoka. A 16. század végére elnéptelenedett a falu, de 1692-ben ismét jegyzik. Az új települést a régitől beljebb, az erdőben építették fel, ez lett a későbbi Magyarzabar (ma: Belső-Zabar), megkülönböztetésül Tótzabartól (Külső-Zabar), amelyet a 18–19. század fordulóján szlovák telepesek alapítottak. A régebbi falurészt Fényes Elek 1851-ben Német-Zabar néven lajstromozza, de a korabeli térképeken ilyen elnevezés nem szerepel. 1890-tól már újra összevont néven említik.
A Trianoni békeszerződés előtt Gömör–Kishont vármegyéhez tartozott, annak legdélibb zárványtelepülése volt, négy vármegye: Nógrád, Heves, Gömör és Borsod határainak összeszögellésében. Trianon után – mivel az új járás- és megyeszékhelyet, Putnokot innen alig lehetett megközelíteni – a falut Nógrád vármegyéhez csatolták (az átcsatolást az 1928. évi közigazgatási törvény véglegesítette). Perifériális helyzete, kulturális, néprajzi és földrajzi elszigeteltsége, nehéz megközelíthetősége miatt azonban a településnek Nógrádhoz éppúgy nincs igazi kötődése, mint ahogy Gömörhöz sem volt, Borsodról vagy Hevesről nem is beszélve.
Az 50-es évekig a Csehszlovákiába való átjárást vámházas határátkelőhely biztosította.
A településen 2004 óta Teleház működik, alapszintű szolgáltatásokkal.

## Közélete

### Polgármesterei
- 1990–1994: Kovács Béla (független)[8]
- 1994–1998: Kovács Béla (független)[9]
- 1998–2002: Nagy Tamás (független)[10]
- 2002–2006: Nagy Tamás (Fidesz)[11]
- 2006–2010: Nagy Tamás (Fidesz-KDNP)[12]
- 2010–2014: Nagy Tamás (Fidesz-KDNP)[13]
- 2014–2015: Nagy Tamás (Fidesz-KDNP)[14]
- 2015–2019: Ferencz Nándor Lajos (független)[15]
- 2019–2024: Ferencz Nándor Lajos (független)[16]
- 2024– : Ferencz Nándor Lajos (Fidesz-KDNP)[1]

A településen 2015. június 21-én időközi polgármester-választást tartottak, az előző polgármester néhány hónappal korábban bekövetkezett halála miatt.

## Népesség
A település népességének változása:
| Lakosok száma | 490  | 462  | 428  | 399  | 454  | 471  | 456  |
|               | 2013 | 2014 | 2015 | 2021 | 2022 | 2023 | 2024 |

2001-ben a település lakosságának 93%-a magyar, 7%-a cigány nemzetiségűnek vallotta magát.
A 2011-es népszámlálás során a lakosok 92,2%-a magyarnak, 13,9% cigánynak, 0,4% németnek mondta magát (7,6% nem nyilatkozott; a kettős identitások miatt a végösszeg nagyobb 100%-nál). Vallási megoszlás: római katolikus 72,7%, református 0,8%, felekezeten kívüli 15,3% (11% nem nyilatkozott).
2022-ben a lakosság 81,5%-a vallotta magát magyarnak, 13,9% cigánynak, 1,1% németnek, 2,4% egyéb, nem hazai nemzetiségűnek (17,6% nem nyilatkozott; a kettős identitások miatt a végösszeg nagyobb lehet 100%-nál). Vallásuk szerint 57,5% volt római katolikus, 0,2% református, 0,2% evangélikus, 0,9% egyéb keresztény, 0,2% egyéb katolikus, 14,5% felekezeten kívüli (26,4% nem válaszolt).

## Látnivalók

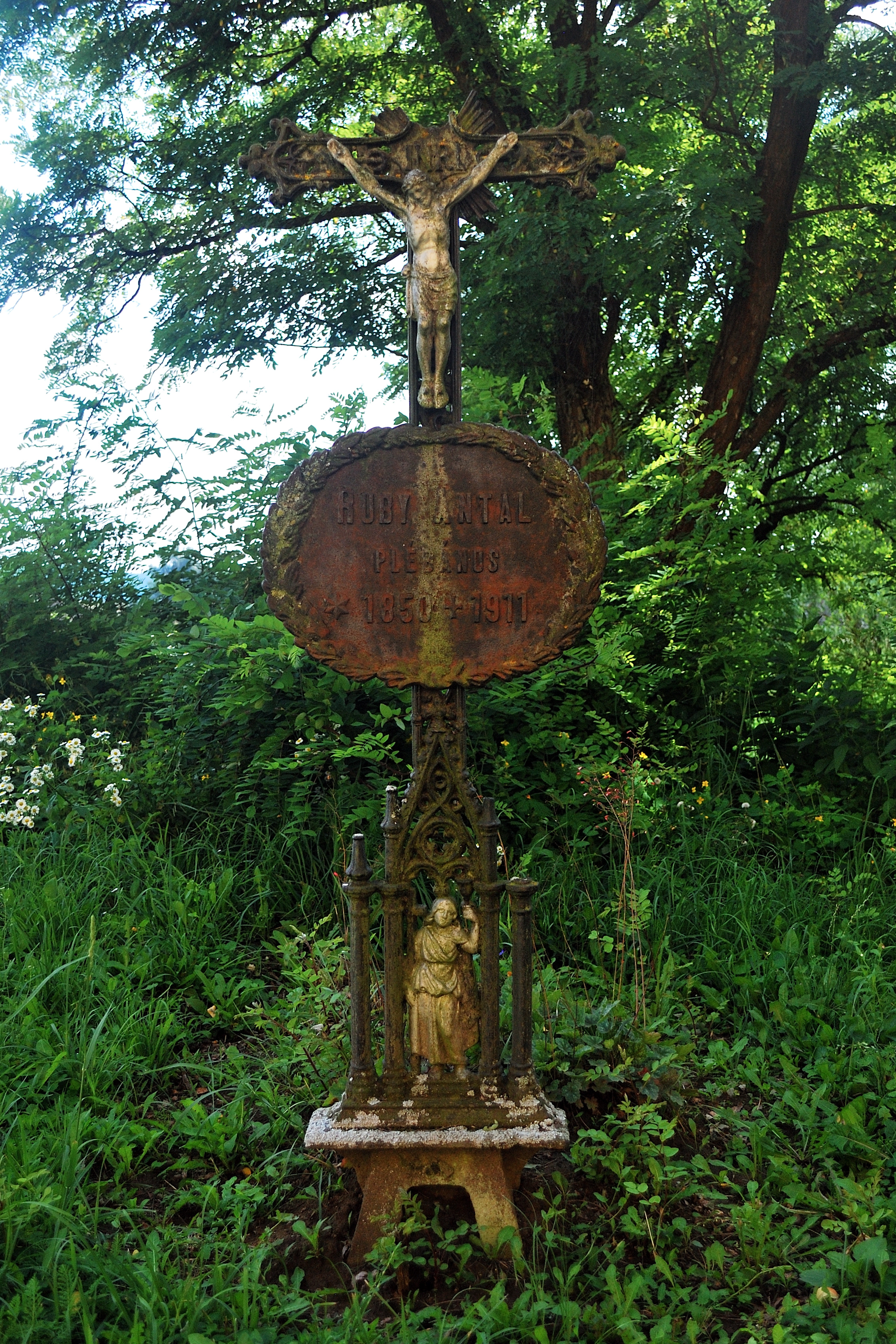
Ruby Antalnak, a falu egykori plébánosának sírja a templom mellett, öntöttvas kereszttel

- a Magyarok Nagyasszonyának szentelt, műemlék jellegű r. k. templom (13. század), mellette csaknem 200 éves öntöttvas keresztek;
- 1725-ben épült kúria, 1814-től r. k. plébánia (a lakosok többsége r. k. hitű; anyakönyvezés 1807-től van)

## Külső hivatkozások
- Zabar község hivatalos honlapja Archiválva 2013. augusztus 7-i dátummal a Wayback Machine-ben
- Zabar település az utazom.com honlapján
- Gyalogló
- eMagyarország[halott link]
- Medvesalja Archiválva 2005. március 11-i dátummal a Wayback Machine-ben
- Geocaching
- Vendégház
- A Novohrad-Nógrád UNESCO Globális Geopark települései